# Nuno Gonçalves
Nuno Gonçalves (n. 1425 – d. 1492) a fost un portughez din secolul al XV-lea, despre care se crede că a fost pictorul de curte pentru regii Afonso al V-lea și Ioan al II-lea. Este creditat pentru pictarea Panourilor Sfântului Vincențiu (Paineis de São Vicente de Fora). Panourile înfățișează membrii familiei regale portugheze alături de doi sfinți împreună cu elementele principale ale societății portugheze din secolul al XV-lea: clerul, nobilimea și oamenii de rând.

## Viața
Se cunosc foarte puține lucruri despre viața lui, nefiind cunoscute nici data nașterii sau a morții; dar documentele vremii par să indice că a fost activ între 1450 și 1490.
El este înfățișat, printre alte câteva figuri istorice, în Padrão dos Descobrimentos (Patronul descoperirilor) din Belém, Lisabona.

## Panourile Sfântului Vincențiu
Singura referință pe care istoricii de artă o pot folosi pentru a susține că el este autorul panourilor este cea a lui Francisco de Holanda, în secolul al XVI-lea. Acesta menționează o mare operă de artă realizată de el despre care se deduce că ar fi Panourile. De asemenea, se speculează că tatăl lui Hugo van der Goes a colaborat la pictura panoului, dar nu există dovezi concrete. De la descoperirea lor la sfârșitul secolului al XIX-lea, au existat mari dispute asupra identității pictorului și a personajelor prezentate în Panouri. Chiar și afirmația potrivit căreia prințul Henric Navigatorul apare în cel de-al treilea grup este încă în dezbatere. Cu toate acestea, Panourile Sfântului Vincențiu este văzută ca cel mai înalt vârf al artei antice portugheze.